# Giraut de Borneil
Giraut de Borneil (ca. 1138 – 1215) was een troubadour geboren in Excideuil. Hij was vermoedelijk van lage afkomst.
Hij is misschien wel het best bekend vandaag de dag om zijn klassieke alba (wachterslied) genaamd Reis Glorios (Glorieuze Koning).
De Borneil werd zeer bewonderd en geliefkoosd in zijn tijd, en blijkt in genade te zijn geweest bij verscheidene vorsten.
Hij zong de lof van een minnares die hij Fleur-de-lys noemde.